# 25522 Roisen
25522 Roisen (provisional designation: 1999 XK103) là một tiểu hành tinh vành đai chính. Nó được phát hiện bởi Nhóm nghiên cứu tiểu hành tinh gần Trái Đất phòng thí nghiệm Lincoln project ở Socorro, New Mexico ngày 7 tháng 12 năm 1999. Nó được đặt theo tên Patrick Roisen, who mentored a finalist ở the 2009 Intel Science Talent Search.